# گوزل مانیورووا
گوزل مانیورووا (به انگلیسی: Guzel Manyurova) (زاده ۲۴ ژانویه ۱۹۷۸) در شهر سارانسک جمهوری موردوویا در کشور روسیه می‌باشد  و هم‌اکنون کشتی گیر زن کشور قزاقستان است.
این کشتی گیر تا سال ۲۰۱۰ برای تیم کشتی روسیه به میدان می رفت.
گوزل مانیورووا از قومیت تاتار می‌باشد .